# Осемдесет и първи пехотен полк
Осемдесет и първи пехотен полк е български пехотен полк, формиран през 1917 година и взел участие в Първата световна война (1915 – 1918).

## История
Осемдесет и първи пехотен полк е формиран през април 1917 на основание предписание № 24947 – Е от щаба на Действащата армия от третите дружини на 1-ви пехотен софийски, 6-и пехотен търновски и 25-и пехотен драгомански полк. Подчинен е на командира на 1-ва пехотна софийска дивизия с която участва в Първата световна война (1915 – 1918). През октомври 1918 е демобилизиран и разформирован.

## Командири
Званията са към датата на заемане на длъжността.
| №  | звание    | име          | дати                 |
| -- | --------- | ------------ | -------------------- |
| 1. | Полковник | Георги Начев | Първа световна война |